# Dwight (Dakota del Nord)
Dwight és una població dels Estats Units a l'estat de Dakota del Nord. Segons el cens del 2000 tenia 75 habitants.

## Demografia
Segons el cens del 2000, Dwight tenia 75 habitants, 33 habitatges, i 17 famílies. La densitat de població era de 144,8 hab./km².
Dels 33 habitatges en un 33,3% hi vivien nens de menys de 18 anys, en un 39,4% hi vivien parelles casades, en un 6,1% dones solteres, i en un 45,5% no eren unitats familiars. En el 45,5% dels habitatges hi vivien persones soles el 21,2% de les quals corresponia a persones de 65 anys o més que vivien soles. El nombre mitjà de persones vivint en cada habitatge era de 2,27 i el nombre mitjà de persones que vivien en cada família era de 3,22.
Per edats la població es repartia de la següent manera: un 29,3% tenia menys de 18 anys, un 12% entre 18 i 24, un 25,3% entre 25 i 44, un 16% de 45 a 60 i un 17,3% 65 anys o més.
L'edat mediana era de 29 anys. Per cada 100 dones de 18 o més anys hi havia 103,8 homes.
La renda mediana per habitatge era de 40.625 $ i la renda mediana per família de 53.125 $. Els homes tenien una renda mediana de 40.625 $ mentre que les dones 31.250 $. La renda per capita de la població era de 17.543 $. Cap de les famílies i el 4,2% de la població estaven per davall del llindar de pobresa.

## Poblacions més properes
El següent diagrama mostra les poblacions més properes.